# 洛塔·策林
洛塔·策林（1969年5月10日—），是不丹政治家和医生，曾任不丹總理，自2018年11月7日起任职。不丹在2018年舉行兩輪大選，策林領導的不丹統一黨先後擊敗執政人民民主黨和不丹和平与繁荣党，成為最新的執政黨。

## 軼事
策林每逢星期六都會在不丹首都廷布的國家轉診醫院「兼職」，策林受訪時表示，兼職醫生對他而言是一種「解壓方式」，認為從政和治病救人之間存在相似之處。